# X (альбом INXS)
X — седьмой студийный альбом австралийской рок-группы INXS, вышедший 25 сентября 1990 года. Это третий подряд альбом INXS, продюсируемый Крисом Томасом. Альбом достиг 1-го места в Австралии, 5-го в США, 2-го в Великобритании, 5-го в Швейцарии и 10-го в Швеции. Американская ассоциация звукозаписывающих компаний присвоила альбому двукратный платиновый статус в 1997 году.
X сопровождался выходами синглов «Suicide Blonde», «Disappear», «By My Side», «Bitter Tears» и «The Stairs» (только в Нидерландах). «Suicide Blonde» содержит семпл игры Чарли Масселуайта; в «Who Pays the Price» Масселуайт играет лично. Источником вдохновения для композиции «Suicide Blonde» послужила Кайли Миноуг. «Suicide Blonde», «Disappear» и «On My Way» звучат в комедии «Таинственное свидание» (1991).
В 2002 году вышла ремастированная версия альбома с ранее не издававшимися треками.

## Название альбома
Название альбома являет собой римскую цифру «10», знаменующую десятилетие с выхода первого альбома группы.

## Список композиций
Все композиции написаны Эндрю Фариссом и Майклом Хатченсом, кроме отмеченных
1. «Suicide Blonde» — 3:53
2. «Disappear» (Джон Фарисс, Майкл Хатченс) — 4:10
3. «The Stairs» — 4:56
4. «Faith in Each Other» (Джон Фарисс, Майкл Хатченс) — 4:09
5. «By My Side» (Эндрю Фарисс, Maйкл Хатченс, Крис Томас) — 3:06
6. «Lately» — 3:37
7. «Who Pays the Price» — 3:37
8. «Know the Difference» — 3:18
9. «Bitter Tears» — 3:49
10. «On My Way» — 2:56
11. «Hear That Sound» — 4:05

Бонусы переиздания 2002 года
1. «Waiting to Be Free» (Э.Фарисс) — 3:11
2. «Deepest Red» — 3:24
3. «Salvation Jane» (Demo) (Э.Фарисс) — 3:22
4. «Who Pays the Price» (Demo) — 3:15
5. «Dark of Night» (Demo) (Э.Фарисс) — 2:29

## Чарты
| Год  | Чарт          | Позиция |
| ---- | ------------- | ------- |
| 1990 | ARIA          | 1       |
| 1990 | Billboard 200 | 5       |

| Год  | Сингл            | Чарт                               | Позиция |
| ---- | ---------------- | ---------------------------------- | ------- |
| 1990 | «Suicide Blonde» | Dance Music/Club Play Singles      | 25      |
| 1990 | «Suicide Blonde» | Hot Dance Music/Maxi-Singles Sales | 9       |
| 1990 | «Suicide Blonde» | Mainstream Rock                    | 1       |
| 1990 | «Suicide Blonde» | Modern Rock Tracks                 | 1       |
| 1990 | «Suicide Blonde» | Billboard Hot 100                  | 9       |
| 1990 | «Disappear»      | Mainstream Rock                    | 6       |
| 1990 | «Disappear»      | Modern Rock Tracks                 | 10      |
| 1990 | «Disappear»      | Billboard Hot 100                  | 8       |
| 1991 | «Disappear»      | Dance Music/Club Play Singles      | 41      |
| 1991 | «Disappear»      | Hot Dance Music/Maxi-Singles Sales | 38      |
| 1991 | «Bitter Tears»   | Mainstream Rock                    | 4       |
| 1991 | «Bitter Tears»   | Billboard Hot 100                  | 46      |

## Участники записи
- Майкл Хатчинс — вокал
- Кирк Пенгилли — гитара, саксофон, бэк-вокал
- Тим Фаррисс — соло-гитара
- Эндрю Фаррисс[англ.] — гитара, клавишные
- Гарри Гэри Бирс — бас-гитара
- Джон Фаррисс[англ.] — ударные, клавишные
- Чарли Масселуайт — губная гармоника